# Salix hapala
Salix hapala är en videväxtart som beskrevs av Arika Kimura. Salix hapala ingår i släktet viden, och familjen videväxter. Inga underarter finns listade i Catalogue of Life.